# Laurens op ten Noort (1847-1924)
Laurens Pieter Dignus op ten Noort (Zutphen, 18 oktober 1847 - Baarn, 3 januari 1924) was directeur van de Stoomvaartmaatschappij Nederland en tot aan zijn dood president-commissaris van die Maatschappij en van de Koninklijke Paketvaart Maatschappij.
Laurens was de zoon van Florent Sophius op ten Noort en Dina Adriana Nederburgh. Hij was telg uit het geslacht Op ten Noort en trouwde met Caroline Henriette von Weiler tot Poelwijk uit het geslacht Von Weiler. 
In 1876 verliet de dertigjarige luitenant-ter-zee de Koninklijke Nederlandsche Marine om als inspecteur in dienst te treden bij de Stoomvaart Maatschappij Nederland. In 1888 kreeg hij de opdracht het voorbereiden en organiseren van de dienst van het pas opgerichte Koninklijke Pakketvaart Maatschappij in Nederlands-Indië. Naast het zoeken van bemanningen voor de vloot dienden ook agentschappen vracht- en passageregelingen te worden geregeld. In 1893 keerde hij ziek terug naar Nederland. In 1894 werd hij benoemd als directeur. Na de Tweede Lombokexpeditie krijgt de maatschappij het monopolie op al het zeetransport tussen Bali, Lombok en Singapore. De KPM zou de belangrijkste scheepvaartmaatschappij in de Indonesische archipel voor het vervoer van passagiers en vracht worden. Het was weliswaar een particuliere onderneming maar omdat zij ook verliesgevende lijnen naar de verste uithoeken van het imperium onderhield kreeg zij wel overheidssteun. Op ten Noort bleef als lid en later voorzitter van de raad van bestuur van de KPM.
Als medeoprichter van de Nederlandse Scheepsbouw Maatschappij bevorderde hij het bouwen van Nederlandse schepen op Nederlandse werven. Hij bracht de Nederlandsche Scheepvaart Unie tot stand die de samenwerking verzekerde van de drie Nederlandse Stoomvaart Maatschappijen die op Nederlands-Indië voeren. De maatschappijen maakten afspraken maar bleven toch zelfstandig. 
Een belangrijk aandeel had Op ten Noort in het tot stand komen van de China-Japan-Lijn, een verbinding tussen Java en Bengalen en in de totstandkoming van de Zuid-Amerika-Lijn (ZAL), later Koninklijke Hollandsche Lloyd.
In 1911 liet hij door architect S. de Clercq het kapitale landhuis Harscamp in Baarn bouwen. In de glas-in-loodramen van de villa is een vloot aan zeil- en stoomschepen te zien. Op ten Noort overleed in 1924 en werd begraven op de Oude begraafplaats aan de Berkenweg in Baarn.

## Eerbetoon
Op ten Noort werd onderscheiden als grootofficier in de Orde van Oranje-Nassau en ridder in de Orde van de Nederlandse Leeuw. In 1927 werd het luxe passagiersschip SS Op ten Noort postuum naar hem genoemd. In het Scheepvaartmuseum te Amsterdam is een bronzen buste van jonkheer L.P.D. op ten Noort te zien, gemaakt door Oswald Wenckebach.